# Намыс (футбольный клуб, Алма-Ата)
«Намыс» —  казахстанский футбольный клуб из города Алма-Аты. Участник Высшей лиги чемпионата Казахстана 1993 года, и Первой лиги 1994 и 1995 годов. Особенностью клуба являлось то, что все игроки были казахской национальности. Идейным вдохновителем создания команды был журналист Несип Жунусбаев .    

## Статистика
| Год  | Лига            | Место | И  | В | Н | П  | Мячи    | Кубок |
| ---- | --------------- | ----- | -- | - | - | -- | ------- | ----- |
| 1993 | Группа Б        | 10    | 22 | 5 | 2 | 15 | 18 — 62 | 1/16  |
| 1993 | Места 13-25     | 24    | 24 | 3 | 3 | 18 | 21 — 55 | 1/16  |
| 1994 | Первая лига     | 8     | 36 | 9 | 8 | 19 | 33 — 48 | 1/8   |
| 1995 | Группа «Восток» | 2     | 6  | 4 | 1 | 1  | 10 — 4  | —     |
| 1995 | Финал           | 4     | 10 | 4 | 1 | 5  | 13 — 16 | —     |

## Тренеры
- Кельджанов, Сарсенбек Кошкельдиевич (1993)
- Котляров, Владимир Алексеевич (1994)